# Grijs weeskind
Het grijs weeskind (Minucia lunaris) is een nachtvlinder uit de familie van de spinneruilen (Erebidae).

## Beschrijving
De voorvleugellengte bedraagt tussen de 23 en 26 millimeter. De voorvleugel is bruin of grijsbruin. De licht golvende centrale dwarslijn is gelig gekleurd en verdeelt de vleugel in een iets lichter en iets donkerder deel. De achtervleugel is bruin met een goudglans.

## Waardplanten
Het grijs weeskind heeft eiken als waardplant. De pop overwintert.

## Voorkomen
De soort komt voor in West- en Centraal-Europa, Noord-Afrika en Voor-Azië. Hij houdt van open bos.

### Nederland en België
De grijs weeskind is in Nederland een zeldzame en in België een zeer zeldzame soort. De vlinder kent één generatie die vliegt van halverwege april tot in juli.